# Казачьи Лагери (Херсонский район)
Казачьи Лагери (укр. Козачі Лагері) — село в Алёшковской городской общине Херсонского района Херсонской области Украины.
Почтовый индекс — 75110. Телефонный код — 5542. Код КОАТУУ — 6525081501.

## География
Расположен в пойме Днепра между Днепром и Конкой (Казачьелагерной Конкой), южнее озера-старицы Глухой Лиман.

## Население
Население по переписи 2001 года составляло 3722 человека.

### Языковой состав
Родной язык населения по данным переписи 2001 года:
| Язык       | Численность, чел. | Доля     |
| ---------- | ----------------- | -------- |
| Украинский | 3 505             | 94,17 %  |
| Русский    | 202               | 5,43 %   |
| Другое     | 15                | 0,40 %   |
| Итого      | 3 722             | 100,00 % |

## История
Село основано в 1910.

### Вторжение России в Украину (с 2022)
В первый день российского вторжения оккупирован российской армией.
По сообщению российских военных блогеров, 8 августа 2023 года небольшой отряд украинских десантников переправился через Днепр и временно вернул контроль над селом. Эти сведения подтверждаются космическими снимками американской разведки.

## Местный совет
75110, Херсонская обл., Алёшковский р-н, с. Казачьи Лагери, ул. Мичурина, 85.